# Акустоэлектрический домен
Акустоэлектрический домен — это область в полупроводниках, где возникают сильные электрические поля и высокая интенсивность низкочастотных акустических шумов. Они образуются при приложении достаточно сильного электрического поля к пьезоэлектрическому полупроводнику (CdS, GaAs, GaSb, Те, ZnO), когда акустические шумы значительно усиливаются. Акустоэлектрические домены представляют собой физическое явление, связанное с нелинейными эффектами в пьезоэлектрических полупроводниках при сильных электрических полях.

## Свойства
Домены, как правило, возникают вблизи анода и исчезают на аноде. При наличии статических доменов наблюдается эффект насыщения тока — плотность тока не зависит от приложенного напряжения. При наличии движущихся доменов (со скоростью порядка скорости звука) в цепи возникают колебания тока. Электрическое поле в доменах может значительно превышать поле в остальной части образца (до 100 раз в низкоомных материалах).